# 田中精密工業
田中精密工業株式会社（たなかせいみつこうぎょう）は、富山県に所在する自動車部品製造メーカーである。本田技研工業の関連会社。
社是は『会社は働く人々みんながしあわせになるために努力する場所である』

## 沿革
- 1948年3月1日 - 田中製作所として創業（当時は不二越のアパート内に所在）。
- 1951年3月12日 - 設立。田中金属工業有限会社となる。
- 1955年1月26日 - 田中精密工業有限会社となる。
- 1957年10月1日 - 株式会社となる。
- 1962年4月25日 - 現在地に工場移転。
- 1987年3月1日 - 株式会社田中マシン工業と合併。
- 1997年10月1日 - 田中部品工業株式会社と合併。
- 2000年12月5日 - 株式を店頭公開（現在のJASDAQ）。
- 2012年4月1日 - 田中自動車部品工業株式会社、田中プレス工業株式会社、田中技研工業株式会社を吸収合併。
- 2013年
  - 1月4日 - ベトナム社会主義共和国フンイエン省にTANAKA PRECISION VIETNAM Co.,Ltd. 設立
  - 7月16日 - 東京証券取引所と大阪証券取引所の統合に伴い、東京証券取引所JASDAQ（スタンダード）に上場
- 2014年4月1日 - タイ王国バンコク都にASIAN TANAKA BANGKOK Co.,Ltd. 設立
- 2015年4月1日 - 宇都宮支店を本社営業企画部に移転統合
- 2016年12月27日 - ISO/TS16949認証取得（現・IATF 16949）
- 2019年2月1日 - 株式会社リケンと業務提携契約を締結
- 2022年
  - 3月1日 - 本店を富山県富山市婦中町に移転
  - 4月1日 - 株式会社ホンダ自販タナカが高岡ホンダ自販株式会社を吸収合併
  - 4月4日 - 東京証券取引所の市場区分の見直しにより、東京証券取引所JASDAQ(スタンダード)からスタンダード市場に移行
- 2023年10月1日 - 株式会社ホンダ自販タナカが西川自販株式会社の全株式を取得し、完全子会社化

## 事業所
- 富山県内（婦中、新庄、水橋、呉羽、入善）

## その他
- 2023年にはH3ロケットに田中精密工業が生産したエンジン部品が搭載された[1]。
- 2024年2月18日 - "Ｈ３再挑戦発射 田中精密工業 部品11点加工”  読売新聞オンラインに掲載[2]。

## グループ会社
- 株式会社タナカエンジニアリング
- 株式会社ホンダ自販タナカ
- F. T. Precision INC（米国オハイオ州）
- TANAKA PRECISION (THAILAND) Co.,Ltd.（タイ）
- TANAKA PRECISION VIETNAM Co.,Ltd.（ベトナム）

## 主要取引先
- 本田技研工業株式会社
- 株式会社アイシン
- アイシン軽金属株式会社
- 株式会社アイシン福井
- スズキ株式会社
- 株式会社リケン
- カワサキモータース株式会社
- ヤマハ発動機株式会社　　　　　など